# 秃头查理
秃头查理，即查理二世（法語：Charles II le Chauve；823年6月13日—877年10月5日），加洛林王朝的法兰克人的国王（843年－877年在位），自875年為「罗马人的皇帝」。

## 生平
查理为法蘭克王國查理一世之孙，是路易一世的第四子，生于美因河畔法兰克福。他的母亲是路易一世的第二个妻子茱蒂絲。
查理那野心勃勃的母亲为了给自己唯一的儿子争取一块领地而积极活动。在她的怂恿下，路易一世赐给查理一块单独的封地（开始是阿勒曼尼亚，后来是比利牛斯山和梅斯之间的地区），但这损害了查理两位异母兄弟洛泰尔和日耳曼人路易的利益。洛泰尔和路易联合起来反抗他们的父亲，引发了一场最终使法兰克帝国分裂的内战。查理和他的兄弟们长期作战，最后在843年签订凡尔登条约结束了战争。三人将帝国瓜分；查理获得了帝国的西部，从那时开始这片领土逐渐与帝国的东部走上了不同的发展道路，形成了日后的法国。
虽然查理挫败了他的兄弟们的企图，但他并非是一个强有力的统治者。西法兰克的大封建领主完全不听国王号令。更大的危险来自北欧的維京人，他们对法国沿岸地区造成了持久的威胁。诺曼人没遇到什么抵抗便洗劫了法国的一些地方，秃头查理向诺曼人交付赎金以使其停止海盗行为的方法根本不能满足他们的贪婪。
在洛泰尔的儿子路易二世皇帝于875年去世后，作为加洛林王朝成员中的最年长者，查理继承了皇帝的称号。他得到了教宗若望八世的加冕。876年若望八世寫信給查理，希望查理出兵協防義大利南部以抵禦薩拉森人的入侵，他無法完全忽視教宗的請求便下令斯波萊托組建軍隊，然而後者反而進攻卡普亞與拿坡里。877年10月5日，查理逝世于法国阿夫里约。在查理于877年去世后，帝位一直虚悬到了881年。

## 葬礼和继承
根据《圣贝尔坦年鉴》的记载，查理被草草埋葬在勃艮第的楠蒂阿修道院，因为抬棺人无法忍受他腐烂的尸体散发出的恶臭。几年后，他的遗体被转移到了他一直希望安葬的圣但尼修道院，安葬在一个斑岩浴缸中，这个浴缸可能就是现在卢浮宫中的那个被称为 "达戈贝尔特的浴缸"（cuve de Dagobert）的浴缸。据记载，这里曾有一个纪念铜器，但在大革命时被熔化了。
查理死后由儿子路易二世继位。查理是一位有教养、有文才的王子，是教会的朋友，他意识到主教团可以为他提供支持，以对抗不守规矩的贵族，因为他从高级神职人员中挑选议员，比如出卖他的桑斯的吉埃隆（Guenelon of Sens）和兰斯的辛克马尔。

## 秃头
有人认为，查尔斯的绰号是讽刺性的，而不是描述性的；事实上，他并没有秃顶，而是长了很多头发。另一种解释或附加解释是基于查尔斯最初缺乏国土。在这种情况下，“秃头”是开玩笑地指他在兄弟们已经当了几年次国王的年纪却没有土地。
当代对他个人的描绘，如845年的《圣经》、847年的印章（作为国王）和875年的印章（作为皇帝），都显示他满头头发，人们认为描绘他的骑马雕像（约870年）也是如此。
《法兰克国王系谱》（The Genealology of Frankish Kings）是丰塔内勒的一本文本，可能早在869年就将他命名为卡洛鲁斯·卡尔弗斯（Karolus Calvus）（“秃头查尔斯”），兰斯的里奇（Richier of Reims）和查班内斯的阿德马尔（Adhemar of Chabannes）在十世纪末给他起了同样的名字。

## 配偶与子女
查理先后与奥尔良的厄门特鲁德、普罗旺斯的里希尔德结婚。查理的子女如下：
- 佛兰德的朱迪丝（843年—870年）
- 口吃者路易（846年—879年）
- 孩童查理（849年—866年）
- 卡洛曼（847年—876年）
- 瘸子洛泰尔（850年—866年）
- 厄门特鲁德（生卒年不详）
- 希尔加尔德（生卒年不详）
- 罗图德（生卒年不详）
- 罗蒂尔德（871年—928年）